# 旧圣日耳曼
旧圣日耳曼（法語：Saint-Germain-le-Vieux，法語發音：[sɛ̃ ʒɛʁmɛ̃ lə vjø] ⓘ）是法国奥恩省的一个市镇，属于阿朗松区。

## 地理
旧圣日耳曼（48°36'41"N, 0°18'51"E）面积3.16 平方千米，位于法国诺曼底大区奧恩省，该省份为法国西北部内陆省份，北起顺时针与卡爾瓦多斯省、厄尔省、厄尔-卢瓦省、萨尔特省、马耶讷省和芒什省接壤。
与旧圣日耳曼接壤的市镇（或旧市镇、城区）包括：加普雷、勒沙朗日、库尔托梅、蒙舍夫雷勒。

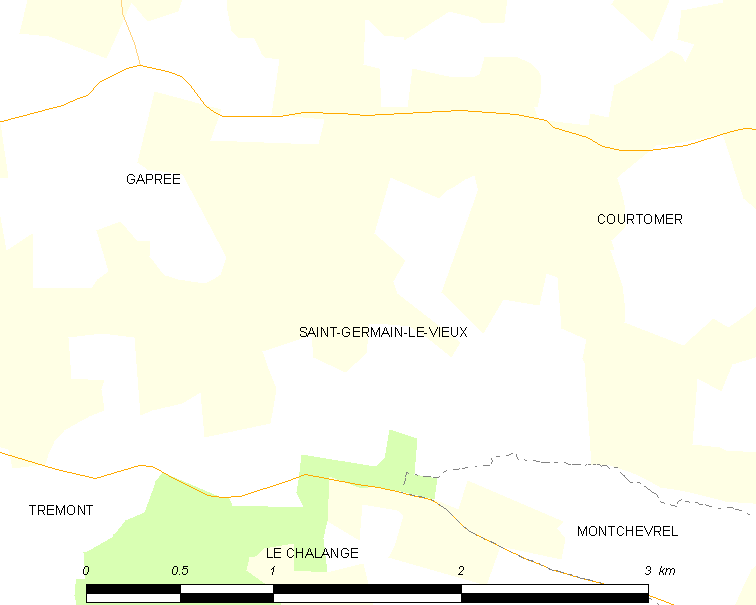
旧圣日耳曼的OSM定位图

旧圣日耳曼的时区为UTC+01:00、UTC+02:00（夏令时）。

## 行政
旧圣日耳曼的邮政编码为61390，INSEE市镇编码为61398。

## 政治
旧圣日耳曼所属的省级选区为埃库沃县。

## 人口

1962-2008年间旧圣日耳曼人口变化图示

旧圣日耳曼于2022年1月1日时的人口数量为65人。